# Гасевский, Сергей Семёнович
Сергей Семёнович Гасевский (1931—1992) — старший скотник племсовхоза «Тобольский» Орджоникидзевского района Кустанайской области, Герой Социалистического Труда.

## Биография
Родился 12 июня 1931 года в селе Глушец Белополянского района Сумской области.
В 1950—1954 гг. служил в армии. После увольнения в запас по комсомольской путёвке направлен на целину, где до выхода на пенсию работал на животноводческой ферме племсовхоза «Тобольский» (село Глебовка Денисовского района).
Среднесуточные привесы молодняка довёл до 1000—1200 граммов. Указом № 227 Президента СССР Михаила Сергеевич Горбачёва «О присвоении звания Героя Социалистического Труда работникам агропромышленного комплекса Казахской ССР» от 6 июня 1990 года «за достижение выдающихся результатов в увеличении производства и продажи государству продукции животноводства на основе применения интенсивных технологий и передовых методов организации труда» удостоен звания Героя Социалистического Труда с вручением ордена Ленина и золотой медали «Серп и Молот».
Неоднократно награждался медалями ВДНХ.
Трагически погиб 18 декабря 1992 года. Похоронен в с. Глебовка.
Награды:
- 1956 — медаль «За освоение целинных земель»
- 1971 — орден Трудового Красного Знамени
- 1973 — орден Октябрьской Революции
- 1981 — орден Ленина
- 1987 — медаль «Ветеран труда».